# Шуневич Ігор Анатолійович
Ігор Анатолійович Шуневич (біл. Ігар Анатольевіч Шуневіч; рід. 27 березня 1967 року, Луганська область, Українська РСР, СРСР) — білоруський державний діяч. Генерал-лейтенант міліції. Міністр внутрішніх справ Республіки Білорусь (2012—2019).

## Біографія
Народився 27 березня 1967 року в Луганській області. У 20 років вирішив стати слідчим і вступив до Мінської вищої школи (МВШ) МВС СРСР, яку закінчив 1992 року і яку у квітні 1992 року було реорганізовано в Академію міліції Білорусі (яку у вересні 1995 року Лукашенко перейменував на Академію МВС Республіки Білорусь).
Після закінчення Академії МВС РБ призначений слідчим УВС Мінського облвиконкому. Обіймав низку посад, дослужився до заступника начальника УВС Мінського облвиконкому. У 2007 переходить до КДБ Білорусі й очолює спочатку слідче управління, а трохи пізніше головне управління з контррозвідувального забезпечення правоохоронних і контролюючих органів, боротьби з корупцією та організованою злочинністю. У січні 2012 призначений першим заступником міністра внутрішніх справ Білорусі — начальником кримінальної міліції. 11 травня 2012 призначений міністром внутрішніх справ Республіки Білорусь.
Із травня 2014 року до 2020 року був головою наглядової ради хокейного клубу «Динамо-Мінськ».
10 червня 2019 року після публічної критики його роботи Олександром Лукашенком подав у відставку з посади міністра внутрішніх справ Республіки Білорусь.
Із вересня 2020 року до квітня 2021 року був генеральним директором ХК «Динамо-Мінськ», 3 травня 2021 року залишив посаду гендиректора.
20 жовтня 2021 року на XVIII з'їзді республіканського державного-громадського об'єднання «Білоруське товариство мисливців і рибалок» за пропозицією Ради Міністрів Республіки Білорусь, погодженою з Президентом Республіки Білорусь, строком на п'ять років обраний головою цієї організації.

### Діяльність на посаді міністра внутрішніх справ
На початку роботи на посаді міністра було посилено законодавство щодо боротьби з наркотиками. Незважаючи на загалом позитивну оцінку вжитих заходів, кількість злочинів, пов'язаних із наркотиками, за 2012—2018 роки зросла. При скороченні частки опіуму в структурі споживаних у країні наркотиків різко зросла частка курильних сумішей (спайсів). У 2018 році родичі засуджених за «наркотичною» статтею 328 КК РБ оголосили голодування з вимогою пом'якшення деяких її положень. Динаміка кількості злочинів за 2012—2018 роки має різноспрямований характер: загальна кількість злочинів скоротилася, але частка тяжких і особливо тяжких зросла; збільшилася кількість зґвалтувань, шахрайств і деяких інших злочинів. Чисельність ув'язнених у виправних установах зросла з 28,8 до 32,6 тис. осіб. МВС РБ розробило законопроєкт про боротьбу з домашнім насильством (відхилено). У 2019 році МВС запропонувало змусити лікарів, які проводять планові огляди школярів, інформувати управління внутрішніх справ місцевих органів влади про факти статевого життя школярок, молодших за 16 років. Існування цієї практики офіційно не підтверджено, проте в Мінській області лікарі підтвердили журналістам наявність подібних інструкцій. Частка витрат на органи внутрішніх справ у видатковій частині республіканського бюджету зросла з 3,1 % до 3,8 %.
На посаді міністра Шуневич допускав неоднозначні вчинки і висловлювання. 9 травня 2015 року Шуневич був помічений на параді на честь Дня перемоги у формі співробітника НКВС. У 2019 році назвав геїв та інших представників ЛГБТ-спільноти в країні «дірявими». Підтримав затримання людей, які по-різному фотографувалися зі встановленим у Мінську пам'ятником городовому. Назвав появу в незалежних ЗМІ критичної інформації про роботу правоохоронних органів «спробою опонентів влади послабити авторитет міліції в очах населення для реалізації зміни соціального ладу і політики Білорусі». У травні 2019 року відмовився перепрошувати перед представниками циганської громади за масові затримання, спричинені розслідуванням загибелі лейтенанта ДАІ Євгена Потаповича під Могильовом (згодом Слідчий комітет дійшов висновку про самогубство). 10 червня, безпосередньо перед відставкою, Шуневича розкритикував Олександр Лукашенко за надто посилені заходи безпеки перед Європейськими іграми в Мінську: він порівняв фан-зони з концтаборами і гетто.

## Нагороди
- Орден Вітчизни III ступеня (11 січня 2014 року) — за зразкове виконання військового обов'язку, службових обов'язків, високий професіоналізм і зміцнення обороноздатності республіки[14]
- Медаль «За бездоганну службу» ІІІ ступеня
- Медаль «За бездоганну службу» ІІ ступеня
- Медаль «За бездоганну службу» І ступеня